# Tenorino
El tenorino es el tenor de voz pequeña, joven y blanca, al que se confían roles usualmente secundarios. 
Antiguamente se les llamaba falsetistas, por emplear como base técnica un estilo similar a la voz del falsete. Hubo una época en que los tenorini españoles estuvieron en boga en la Capilla Pontificia, donde se les denominaba alti naturali, para diferenciarlos de los contratenores, sopranistas y altistas castrati.